# Lasse Boesen
Lasse Motzkus Boesen [boːsn] (* 18. September 1979 in Vamdrup) ist ein ehemaliger dänischer Handballspieler, der über viele Jahre in der dänischen Nationalmannschaft aktiv war. Seine Spielposition war der linke Rückraum. Mittlerweile ist er als Handballtrainer tätig.

## Karriere
Er begann seine Karriere bei KIF Kolding in seiner Heimatstadt Kolding. Von 2003 bis 2006 spielte er beim spanischen Spitzenclub SDC San Antonio in Pamplona, mit dem er 2005 die spanische Meisterschaft und 2004 den Europapokal der Pokalsieger gewann; außerdem zog er 2003 und 2006 ins Finale der EHF Champions League ein. Für die Saison 2006/07 kehrte er zu seinem Stammverein zurück. In der Saison 2007/08 spielte er in der Handball-Bundesliga beim TBV Lemgo. Dort erhielt er einen Einjahresvertrag. Zur Saison 2008/09 unterschrieb er einen Dreijahresvertrag bei der SG Flensburg-Handewitt. Nach Ablauf dieses Vertrages kehrte er zu seinem Heimatverein nach Kolding zurück. Nach der Saison 2014/15 beendete er seine Karriere.
Lasse Boesen hat 159 Länderspiele für Dänemark bestritten. Bei der Europameisterschaft 2008 in Norwegen wurde er Europameister. Bei der Weltmeisterschaft 2007 in Deutschland gewann er mit seinem Team die Bronzemedaille. Im Sommer 2012 nahm er an den Olympischen Spielen in London teil. Nach dem Aus im Viertelfinale der Olympischen Spiele, erklärte er den Rücktritt aus der Nationalmannschaft.
Boesen war ab 2015 als Sportdirektor bei KIF tätig. Zur Saison 2016/17 übernahm er zusätzlich das Co-Traineramt. Im Juni 2018 gab er seine Funktionen bei KIF ab. Im April 2022 übernahm er das Traineramt vom finnischen Erstligisten Riihimäki Cocks. Seit dem Sommer 2024 ist er beim dänischen Erstligisten Grindsted GIF als Co-Trainer tätig.

### Erfolge
- U-21-Weltmeister 1999[10]
- Europameister 2008
- Bronze bei der WM 2007
- dänischer Meister 2014, 2015

## Privates
Lasse Boesen ist mit der ehemaligen Handballspielerin Lene Motzkus verheiratet. Sein Vater Jens erwarb sich als Handballfunktionär von KIF Kolding einen hohen Bekanntheitsgrad. Seine Schwester Mia spielte ebenfalls erfolgreich Handball.